# Армянский погром в Баку (1990)

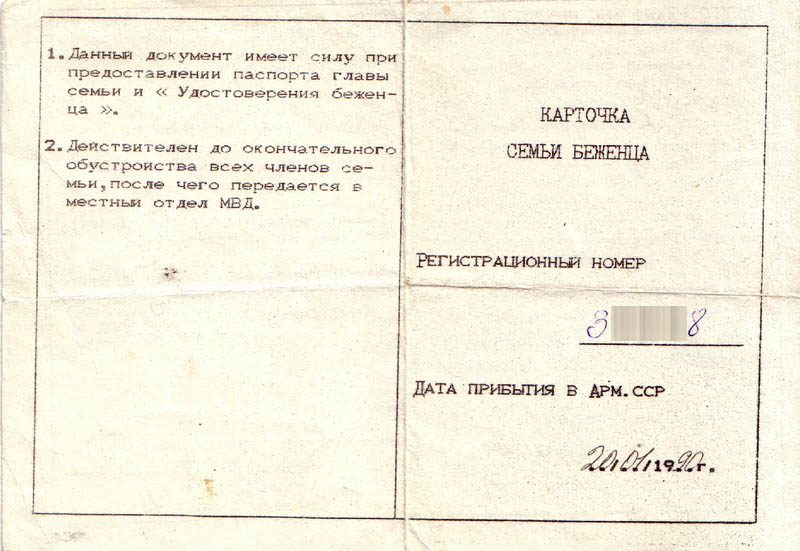
Обложка «Карточки семьи беженца» из Баку

Армянский погром в Баку (арм. Բաքվի ջարդեր) — беспорядки на этнической почве в городе Баку, столице Азербайджанской ССР, 13—20 января 1990 года, сопровождавшиеся массовым насилием в отношении армянского населения, грабежами, убийствами, поджогами и уничтожением имущества. Жертвами погромов стали, по различным данным, от 48 до 90 (согласно некоторым источникам — до трёхсот) человек. Согласно докладчику Human Rights Watch Роберту Кушену, «погромы не были полностью (или, возможно, полностью не) стихийными, так как погромщики имели списки армян и их адресов». Иногда армянский погром рассматривается как часть событий «Чёрного января», приведших к вводу советских войск в Баку. По словам специалиста по международным отношениям Нэйла Макфарлейна и Лари Майнира, результатом январских событий стало изгнание оставшихся в Баку армян. При этом, как отмечает британский журналист и специалист по Кавказу Томас де Ваал, в Баку осталось от пяти до двадцати тысяч армян, почти все — женщины, вышедшие замуж за азербайджанцев.

## Предшествовавшие события
К началу Карабахского конфликта в Баку проживало около 200 тыс. армян при общей численности населения 1,7 млн.
20 февраля 1988 года сессия народных депутатов НКАО обратилась к Верховным Советам Армянской ССР, Азербайджанской ССР и СССР с просьбой рассмотреть вопрос о передаче области, в которой армяне составляли большинство населения, в состав Армении. 21 февраля в постановлении Политбюро ЦК КПСС это требование было представлено как принятое в результате действий «экстремистов» и «националистов». Уже на другой день в Баку и других городах Азербайджана состоялись первые митинги в поддержку решения Политбюро о недопустимости пересмотра существующей национально-территориальной структуры. Ситуацию накаляло то, что в это время в Баку и прилегающих районах уже находились первые группы беженцев-азербайджанцев из Кафанского и Мегринского районов Армянской ССР, распространявшие слухи о якобы пережитых ужасах и применявшемся к ним насилии. В тот период, однако, насилие в самом Баку удалось предотвратить.
В конце февраля 1988 года погром с многочисленными жертвами среди армян произошёл в Сумгаите, недалеко от столицы Азербайджана. Сумгаитский погром явился знаковым событием и поворотным пунктом в обострении межнационального конфликта в Закавказье, вызвавшим первые потоки армянских беженцев из Азербайджана. Аналогичные события произошли 28 февраля в Кировабаде (ныне Гянджа).
Весна и лето 1988 года характеризовались непрерывным нарастанием общественного напряжения и национальной вражды между азербайджанским и армянским населением. После сумгаитской трагедии началось выдавливание азербайджанцев из Армении и армян из Азербайджана.
15 мая 1988 года в Баку состоялся первый общегородской митинг антиармянской направленности на площади им. Ленина (впоследствии переименованной в площадь Свободы), собравший около 15 тысяч человек и чуть было не завершившийся нападением особо агрессивных участников на представителей республиканской власти. Уже вскоре митинги приняли регулярный характер и стали ещё более массовыми. Координацию массовых митингов в Баку взяла на себя организация «Варлыг» («Реальность»), которую возглавлял рабочий Неймат Панахов (Панахлы). Деятельность этой организации российский исследователь Д. Фурман позднее охарактеризовал как «поджигательскую и фанатичную». С 17 ноября митинги приняли непрерывный характер, причём часть демонстрантов (до 20 тыс.) даже ночевали на площади, а днём их число доходило, по некоторым оценкам, до полумиллиона.
5 декабря 1988 года подстрекаемые толпы людей, двигаясь к площади Ленина, врывались на территорию заводов, устраивали погромы государственных учреждений и частных квартир. Повсеместно возникали массовые драки, а также предпринимались попытки нападения толпы на воинские подразделения и отдельных военнослужащих, на районные отделения МВД и охотничьи магазины с целью захвата оружия и боеприпасов. Всего в столкновениях в этот день 14 военнослужащих получили телесные повреждения. Среди гражданского населения, пытавшегося оказать сопротивление органам правопорядка, травмы получили 30 человек. Только к концу дня удалось утихомирить ситуацию в городе
Тем временем, поток беженцев из обеих республик нарастал. К началу 1989 года практически все азербайджанцы были вынуждены покинуть Армению. Многие из них осели в Баку. Что касается армянского населения Азербайджана, то к этому времени армяне остались практически только в местах компактного проживания (НКАО, Шаумяновский и часть Ханларского района) и в Баку.
К концу лета 1989 года массовые протесты в Баку, вызванные карабахской проблемой, возобновились. В митингах и демонстрациях принимали участие сотни тысяч человек. Э. Мамедов и Н. Панахов организовали массовые митинги и заручились общественной поддержкой для своей разрушительной тактики: полной блокады железнодорожного сообщения с Арменией.
К началу 1990 года в Баку осталось около 30—40 тыс. армян, в основном женщины и пенсионеры.
В начале 1990 года в Шаумяновском и Ханларском районах (местах компактного проживания армян севернее Нагорно-Карабахской автономной области) происходят столкновения между армянами и азербайджанцами. На границе между Армянской ССР и Азербайджанской ССР начались бои с применением артиллерии.

## Погром

Надпись на стене дома: «Здесь живёт армянин», Баку, январь 1990 г.

Согласно Тому де Ваалу, 12 января 1990 года Неймат Панахов и Рагим Газиев, представители радикального крыла Народного фронта Азербайджана, выступили по Бакинскому телевидению и заявили, что Баку заполнен бездомными беженцами, а тысячи армян до сих пор живут в комфорте, — провоцируя тем самым людей на насилие против армян. Согласно версии В. В. Лунеева, погромы начались после объявления на митинге Народного фронта об убийстве армянином азербайджанца Мамедова (который с сообщниками пытался выгнать армянина Ованесова из квартиры и был убит Ованесовым):
13 января 1990 к армянину Ованесову (Баку, ул. Ханлара, д. 24, кв. 31) пришли азербайджанцы Гаджиев, Мамедов и др., чтобы выгнать его из квартиры. Ованесов с сыном нанесли топором Гаджиеву и Мамедову телесные повреждения. От полученных травм Мамедов скончался, о чём было объявлено на многотысячном митинге Народного фронта Азербайджана в Баку, что послужило поводом к самым масштабным массовым беспорядкам антиармянской направленности, которые проходили в Баку с 13 по 19 января и были подавлены союзными войсками.

13 января начались армянские погромы. Огромная толпа, выкрикивая лозунги такие, как «Слава героям Сумгаита!», «Да здравствует Баку без армян!», собралась на митинг Народного Фронта на площади Ленина, а к вечеру группа людей откололась от митингующих и стала нападать на армян. Начались двухдневные погромы. Как и в Сумгаите, действия нападавших отличались изощренной жестокостью: район вокруг армянского квартала стал ареной массовых убийств, людей выбрасывали с балконов верхних этажей, толпы нападали на армян и забивали их до смерти. Большинство погибших умерли от избиений и ножевых ранений, не было огнестрельных ран. Погром сопровождался грабежами, Станислав Говорухин в фильме «Так жить нельзя» высказал мнение, что в городе Баку воцарился «разгул уголовщины под маской национализма», он обращал внимание на корыстные мотивы большинства преступлений. Однако многие азербайджанцы прятали армян от погромщиков. Помимо армян, погромщики также нападали на азербайджанцев. Рауф Али-оглы Алискеров, ставший беженцем в результате погромов: 
Я азербайджанец, но мать — армянка. Нас тоже выселили, когда я был на работе. Они забрали все деньги и били мою мать. Об этом она рассказала, когда я её нашел. Меня тоже стали избивать, приговаривая: «Откажись от матери, иначе ты не тот человек…» Все они были с ножами. Спасибо солдатам, которые охраняли нас на пароме и дали еды…
Бакинских армян под защитой военных посадили на паромы и перевезли через Каспийское море в город Красноводск в Туркменистане. Впоследствии бакинские армяне рассеялись по Армении, России, Нагорному Карабаху и Туркменистану. Местные органы власти, а также расквартированные в городе 12-тысячный контингент внутренних войск и части советской армии не вмешивались в происходящее, ограничиваясь только охраной правительственных объектов.
В ночь с 19 на 20 января 1990 года советская армия штурмовала Баку, руководствуясь указом о вводе в городе чрезвычайного положения, которое было объявлено несколько часов спустя. Официально утверждалось, что цель ввода войск в Баку — спасение армянского населения, но в реальности целью был разгром Народного Фронта и спасение власти Коммунистической партии в Азербайджане. После того, как войска штурмовали Баку, армянские погромы прекратились. В результате штурма города войсками погибло 134 и было ранено более 700 мирных жителей Баку, в основном азербайджанцы, и погибло не менее 20 советских солдат.
Первые десантники высадились в бакинском аэропорту ещё 12 января и имели возможность если не предотвратить погром, то пресечь его в самом начале. Однако они так и остались за пределами города, якобы потому, что «выезды из аэропорта» оказались «блокированы баррикадами, бензовозами с горючим, с вооружёнными людьми».
Баррикады не помешали десантникам войти в город 19 января и восстановить порядок к утру 20-го. Поскольку теперь им пришлось иметь дело не с погромщиками, а с массовой организацией, какой был Народный фронт, погибло и пострадало ещё больше людей, чем во время погрома. На протяжении недели, в течение которой длились беспорядки, высшее руководство страны бездействовало

### Организованность погромов
Впоследствии свидетели рассказывали правозащитникам из Human Rights Watch и журналисту Тому де Ваалу, что они обращались к милиционерам на улице с просьбой спасти армян, но милиционеры не сделали ничего и отвечали «У нас приказ не вмешиваться». Согласно докладчику Human Rights Watch Роберту Кушену, «погромы не были полностью (или, возможно, полностью не) стихийными, так как погромщики имели списки армян и их адресов».
По рассказам очевидцев, опубликованных на страницах «Учительской газеты» (№ 5 за 1990 г.), известно, что «экстремисты прекрасно организованы, чего не скажешь о местных властях. В конце прошлого года жилищные конторы по всему городу (Баку) потребовали всех заполнить анкеты, якобы для получения талонов на продукты. В анкетах нужно было указать и национальность. Когда начались погромы, в руках экстремистов оказались точные адреса: где живут армяне, где русские, где смешанные браки и т. д. Это была продуманная националистическая акция».

В своем интервью 13-й чемпион мира по шахматам Гарри Каспаров, уроженец Баку, семья которого покинула Баку вследствие погромов, заявил, что погромы были организованными:
Понимаете, если, скажем, в местечке все в курсе: там еврейская семья, там армянская, а там азербайджанская, — налетели, пожгли, поубивали, ушли, — то в таком мегаполисе, как Баку, вести столь точечные операции толпа просто так не может. Ну вот представьте: перед вами 16-этажный дом. Откуда вам знать, где армяне живут, где азербайджанцы, а где евреи? Когда погромщики целенаправленно идут из района в район и из квартиры в квартиру, это означает, что в ЖЭКе им дали списки, что есть ведущий.
 На церемонии памяти армян, ставших жертвами геноцида, в армянской деревне Нор-Луйс под Сочи Гарри Каспаров заявил, что: «КГБ стоял за погромами армян в Баку. КГБ стравил народы между собой. Мы ни в коей мере не должны поддаваться на эти провокации».
Вагиф Гусейнов, занимавший во время трагедии пост председателя КГБ Азербайджана, в своем интервью заявил, что погром был организован Народным фронтом Азербайджана.

### Данные о числе жертв
По разным оценкам погибло 48 или 66 или, согласно журналисту Томасу де Ваалу, около 90 армян:
Около девяноста армян погибли во время бакинских погромов. Число жертв трудно проверить, поскольку в последующие дни в Баку царил ещё больший хаос, а официальное расследование так никогда и не было проведено. К тому же бакинские армяне рассеялись по Армении, России, Туркмении, несколько стариков умерли на паромах в Каспийском море или в ереванских больницах. Конечно, жертв могло быть намного больше, если бы власти не предприняли меры по эвакуации армян.
 Армянские источники утверждают о большем количестве погибших, от 150 до 300. Азербайджанский историк Ариф Юнусов приводит такие оценки:
13-15 января произошли погромы армян в Баку, в результате которого погибло 66 армян и 2 азербайджанца. Ещё 20 армян, судя по армянской прессе, позже скончались от ран в ереванских больницах. Ранено около 300 армян.
Томас де Ваал дает такую оценку действиям союзных властей: «То, что власти не ввели чрезвычайное положение, чтобы прекратить армянские погромы, а сделали это уже после того, как армян в городе не осталось, говорит либо об их цинизме, либо о некомпетентности, либо о том и другом вместе».
И по оценке других авторов милиция и внутренние войска, которые могли бы пресечь погромы, бездействовали.

### Азербайджанская версия
Согласно сайту Министерства национальной безопасности Азербайджанской республики, армянские погромы были осуществлены провокаторами, чтобы дать повод для введения советских войск в Баку в январе 1990 года.

## Международная реакция
18 января 1990 года Европарламент принял резолюцию «О ситуации в Армении», призывающую Европейский совет министров иностранных дел и Совет Европы вступиться за армян перед советским правительством и требовавшую оказания немедленной помощи Армении и Нагорному Карабаху. Среди событий, в связи с которыми была принята резолюция, первыми указаны антиармянские погромы в Баку и нападения на армянские деревни севернее НКАО:
A. Европейский парламент [принял резолюцию о ситуации в Армении] в связи с возобновлением антиармянских действий со стороны азербайджанцев в Баку (первоначальные данные говорят о многочисленных жертвах, некоторые из которых умерли при особенно ужасных обстоятельствах) и нападениями на армянские села вне Нагорного Карабаха, такие как Шаумян и Геташен.
 18 января 1990 группа американских сенаторов отправила письмо Михаилу Горбачеву, в котором выразила озабоченность в связи с погромами армян в Баку и призвала к «воссоединению Нагорного Карабаха с Арменией».

В 1990 году Treaty Watchdog Committee of France и представители интеллигенции из College International de Philosophie написали «открытое письмо в ответ на антиармянские погромы в Советском союзе»: 
Более двух лет назад армяне в Азербайджане начали подвергаться преследованиям. За погромами в Сумгаите в феврале 1988 последовали погромы в Кировабаде и Баку в ноябре 1988. Совсем недавно, в январе 1990 года, погромы продолжились в Баку и других частях Азербайджана. Тот факт, что погромы повторились и тот факт, что они проходят по той же схеме, заставляет нас думать, что эти трагические события не являются несчастными случаями или спонтанными вспышками. Скорее, мы вынуждены признать, что преступления против армянского меньшинства стали обычными, если не официальной политикой в Советском Азербайджане. По словам покойного Андрея Сахарова (Нью-Йорк Таймс ", 26 ноября, 1988) эти погромы представляют реальную угрозу истребления коренной армянской общины Азербайджана и автономного района Нагорного Карабаха, 80 процентами жителей которого являются армяне.
27 июля 1990 года — в газете «New York Times» было опубликовано открытое письмо к мировой общественности. В письме интеллигенцией, проводя параллель с геноцидом армян, выражался протест против погромов армян на территории Азербайджанской ССР и требования их немедленного предотвращения, ими же осуждалась блокада Армении со стороны Азербайджана. Под открытым письмом поставили подпись 133 известных правозащитника, ученых и общественных деятелей из Европы, Канады и США (См.Открытое письмо к мировой общественности).

## Последствия
По мнению Томаса де Ваала, события января 1990 года уничтожили всякую возможность мирного сосуществования армян и азербайджанцев. В связи c 20-летием погромов армян в Баку пресс-служба МИД непризнанной Нагорно-Карабахской республики сделала заявление, в котором в частности утверждалось, что: 
Армянские погромы в Баку — один из самых убедительных аргументов в пользу невозможности нахождения Нагорно-Карабахской Республики (Арцаха) в составе Азербайджана. Зверства в отношении армян, которые регулярно организовывались со стороны азербайджанских властей в течение всего XX века, вновь и вновь подчеркивают правоту арцахского народа, вставшего на борьбу за свободу и защиту своих исконных прав.
Председатель КГБ Азербайджана Гусейнов высказывает мнение о единой тактике высшего руководства страны, широко использовавшейся во время выступления националистов в СССР в годы перестройки: ничего не делать для профилактики, давать возможность событиям разрастись, затем использовать для их подавления незначительные силы, разжигая страсти, и только потом применять самые жестокие меры — как против виновных в нарушении порядка, так и против безвинных, способствуя тем самым лишь ещё большему обострению ситуации.

### Армяне в Баку после погромов

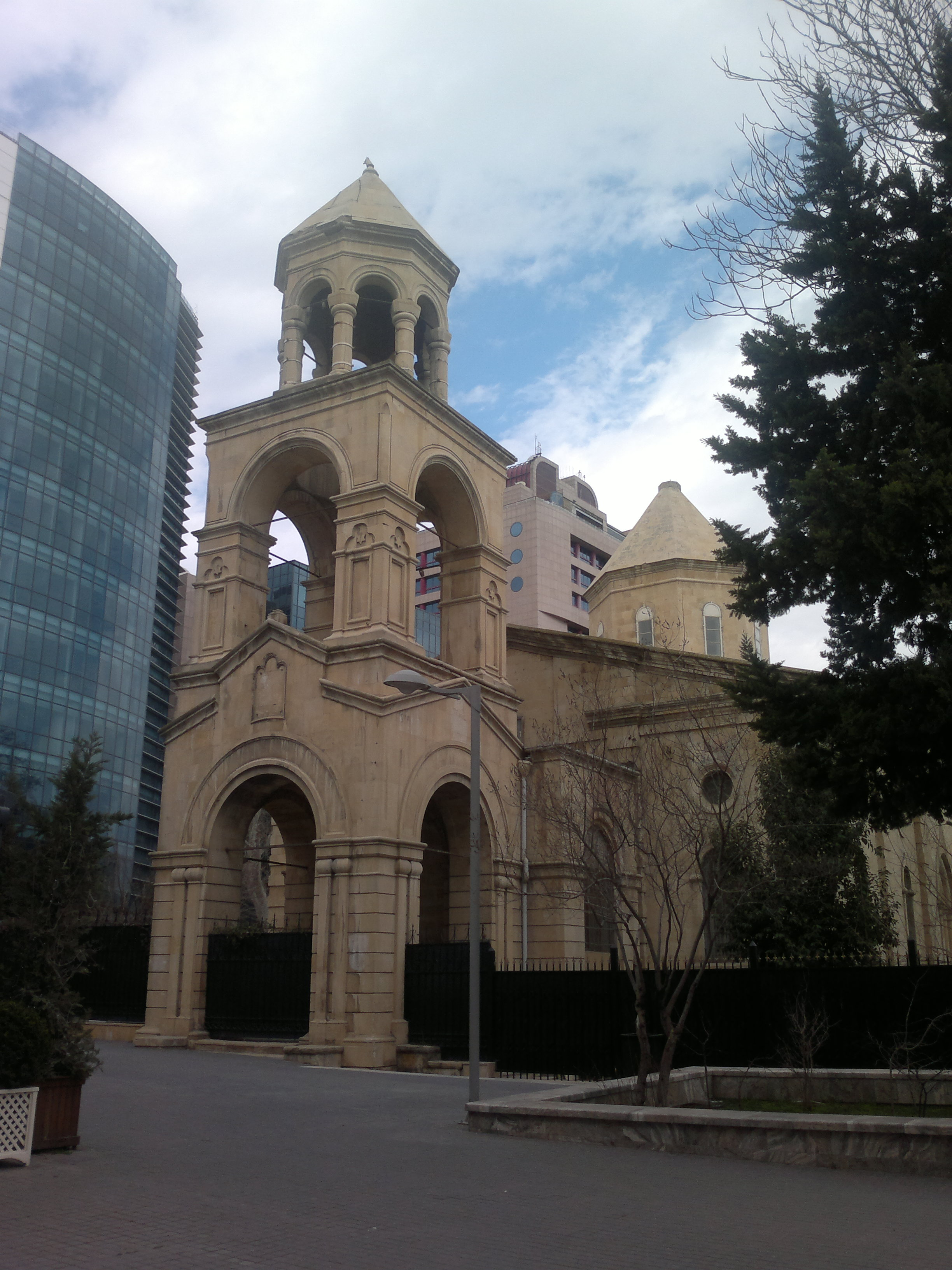
Армянская церковь Григория Просветителя (Баку, фото 2014)

По данным переписи 1999 года, в Азербайджане за пределами Нагорного Карабаха жило 645 армян (36 мужчин и 609 женщин), из них более половины, 378 человек, в Баку. Азербайджанский историк Ариф Юнусов считает, что в действительности количество армян в республике (за пределами Нагорного Карабаха) выше — от 3 до 5 тысяч человек, поскольку многие сменили фамилии и не попали в материалы переписи как армяне.
По данным переписи 2009 года, в Баку жило 104 армянина.
Согласно журналисту Тому де Ваалу, побывавшему в Баку, большинство армянских памятников Баку было уничтожено. В 1992 году была снесена часовня Девы Марии XVIII века. Армянская церковь Григория Просветителя сохранилась, но в 1990 году её подожгли, с колокольни сняли крест, а до начала 2000-х в ней размещался зал для игры в бильярд. Позже её отремонтировали и огородили. Здание церкви закрыто.

### Армянский погром в феврале 1990 года в Душанбе
Несколько армянских семей (39 человек) из Баку бежали к родственникам в Душанбе и ещё до начала погромов переехали в Армению. Но в Душанбе распространялись слухи, согласно которым в город переселены 2,5 — 5 тыс. армян, беженцев из Азербайджана, которым предоставлены квартиры в новостройках массива «Зеравшан», хотя в это время в Душанбе был острый дефицит жилья. Эти слухи спровоцировали армянские погромы, продолжавшиеся с 12 по 14 февраля.